# Hassan Shakir
Pour les articles homonymes, voir Shakir.
Hassan Shakir, aussi connu sous le nom de Shakir Hassan Al Said, est un sculpteur, peintre et auteur irakien, né en 1925 à Samawa et mort en 2004 à Bagdad. Il est considéré comme l'un des artistes irakiens les plus novateurs et renommés. En 1951, il fonde avec Jawad Saleem et Mohammed Ghani le Groupe d'art moderne de Bagdad (en). En 1971, il fonde l'Unidimensionnisme (en), dont le manifeste est publié en 1971.

## Biographie
Hassan Shakir est né à Samawa, un village rural d'Irak. Il a vécu et travaillé l'essentiel de sa vie à Bagdad. Ses origines rurales ont inspiré ses créations artistiques. 
Il a obtenu un diplôme en sociologie de l'institut supérieur de formation d'enseignants de Bagdad en 1948. Puis il a obtenu en 1954 un diplôme en peinture de l'institut des Beaux-Arts de Bagdad, avec comme maître Jawad Saleem. Il a poursuivi ses études à l'École nationale supérieure des Beaux-Arts à Paris jusqu'en 1959 avec comme professeur Raymond Legueult.